# کرومید سبز
کرومید سبز ( Etroplus suratensis ) گونه ای از ماهی سیکلید است که بومی زیستگاه های آب شیرین و لب شور در برخی از مناطق هند مانند کرالا ، گوا ، دریاچه چیلیکا در اودیشا و کشور سریلانکا است. این گونه برای اولین بار توسط مارکوس الیزر بلوخ در سال 1790 توصیف شد.  این گونه و سایر اعضای جنس Etroplus نسبتاً نزدیک به سیچلایدهای Paretroplu ماداگاسکار هستند. 
نام‌های رایج دیگر این گونه عبارتند از: سیچلاید مروارید،  لکه مروارید نواری ، و کروم راه راه .  در کرالا ، به گویش محلی کریمین، در تامیل نادو پاپان یا پاپا گفته میشود.  در گوا ، این ماهی به نام کالوندار شناخته می شود. 
در نقاط مختلف جهان از جمله سنگاپور  ، در مصب رودخانه ها معرفی شده است.  دولت کرالا این گونه را به عنوان ماهی رسمی کرالا اعلام کرد.

## ظاهر
ماهی بالغ بیضی شکل با پوزه ای کوتاه به رنگ سبز خاکستری با نوارهای تیره و یک نقطه تیره در پایه باله سینه ای است.  معمولاً تا ۲۰ سانتیمتر (۸ اینچ) رشد میکند.